# السنكري
السنكري قرية في ناحية مركز المخرم التابعة لمنطقة المخرّم في محافظة حمص في سورية. بلغ عدد سكان القرية 3549 نسمة حسب تعداد عام 2004.